# Heinrich Gottlob Gräve
Heinrich Gottlob Gräve (* 7. Februar 1772 in Budissin, Markgraftum Oberlausitz; † 30. April 1847 in Kamenz) war ein deutscher Jurist, Historiker und Volkskundler.

## Leben
Der Sohn des Bautzner Schneidermeisters Johann Gottfried Gräve erfuhr eine humanistische Schulbildung in seiner Heimatstadt und studierte von 1790 bis 1797 in Leipzig Jura. Danach war er ab 1800 Oberamtsadvokat in Bautzen und später Ratsherr und Senator in Kamenz.
Gräve trat 1821 oder 1822 der Oberlausitzischen Gesellschaft der Wissenschaften bei. Er entwickelte ein regionalhistorisches und volkskundliches Interesse, das sich während seiner letzten drei Lebensjahrzehnte in vielzähligen Veröffentlichungen widerspiegelte. Grundlage seiner volkskundlichen Texte bildeten häufig Gewährspersonen, deren Sprache er authentisch wiedergab.

## Werke
- Rückblicke in die Geschichte der Vorzeit. Görlitz, 1810
- Vertraute Briefe eines schwedischen Offiziers an seinen Freund in Wien: als ein Beitrag zur Geschichte damaliger Zeiten u. d. Feldzügen Karl XII. geschrieben in d. Jahren 1698–1740. Aus dem Lateinischen in 2 Bänden, Görlitz: Anton, 1811
- Heinrich Theodor Wehle, Landschaftsmaler, in: Zeitung für die elegante Welt Nr. 207, 16. Oktober 1812, Sp. 1647–1652
- Georg Kastriotto: Eine biographische Skizze der Vorwelt, Vergleichung mit der Gegenwart darbietend. Meissen: Klinkicht; Leipzig: Mittler, 1828
- Gotthold Ephraim Lessings Lebensgeschichte: oder, Lessing als Mensch. Leipzig: Paul Gotthelf Kummer, 1829 (Google Bücher)
- Volkssagen und volksthümliche Denkmale der Lausitz. Bautzen: Reichel, 1839 (Google Bücher, Volltext auf Wikisource)

Daneben finden sich eine Anzahl von Aufsätzen im Neuen Lausitzischen Magazin, darunter:
- M. Bartholomäus Scultetus, Bürgermeister zu Görlitz, 1824, S. 455–605 (SLUB Dresden)
- Ueber die Altargemälde in der Kirche zu Elstra in der königl. sächs. Oberlausitz, 1824, S. 141–154 (SLUB Dresden)
- Aldringer’s Bedenken, 1826, S. 429–469 (SLUB Dresden)
- Das Altargemälde zu Kamenz, 1828, S. 187–200 (Google Bücher)
- Ueber einige der vorzüglichsten Altarstücke in der St. Petrikirche zu Budissin, 1830, S. 198–220 (Google Bücher)
- Rückerinnerung [an Rector Rost], 1831, S. 1–38 (Google Bücher)
- Ein Brief über Gotth. Ephr. Lessing, 1831, S. 527–532 (Google Bücher)
- Johann Capistran, 1832, S. 182–195 (Google Bücher)
- Erinnerungen an den alten Lausitzischen Botaniker Joachim Burser – Burscher oder – Burserius, 1832, S. 198–200 (Google Bücher)
- Der kluge Mönch von Kamenz, 1832, S. 446–453 (Google Bücher)
- Ueber die Tracht der Sorbenwendin, 1833, S. 342–347 (Google Bücher)
- Ueber ein wenig bekanntes Kunstwerk in der Oberlausitz von Balthasar Permoser, 1833, S. 508–520 (Google Bücher)
- Volkssagen in der Lausitz, 1838, S. 127–138 (SLUB Dresden, Volltext auf Wikisource)
- Caspar Dulichius, 1838, S. 397–400 (SLUB Dresden)
- Einiges die St. Annenkirche und das ehemalige Franziskanerkloster zu Kamenz u. w. d. a. nebst den in Erster befindlichen Alterthümern betreffend, 1842, S. 138–150 (Google Bücher)
- Michael Hemme, 1846, S. 130–134 (Google Bücher)